# Бельдёнков, Виктор Андреевич
Виктор Андреевич Бельдёнков (25 апреля 1931 — 27 апреля 1986) — передовик советского сельского хозяйства, директор совхоза «Панкратовский» Пензенского района Пензенской области, Герой Социалистического Труда (1971). 

## Биография
Родился 25 апреля 1931 года в посёлке Земетчино Пензенской области в семье рабочего. Трудовую деятельность начал с 1955 года, после завершения обучения в Ленинградском сельскохозяйственном институте. Трудоустроился агрономом колхоза имени Кирова Козельского района Калужской области. С 1957 по 1960 годы работал в должности председателя и заведующего животноводством этого же хозяйства. С 1958 года член КПСС. 
В 1960 году переехал в Пензенскую область и стал работать главным агрономом совхоза «Кирилловский» Земетчинского района Пензенской области, а в 1963 году был назначен на должность директора совхоза «Большеижморский» в этом же районе. С 1964 года работал директором совхоза «Панкратовский» Пензенского района Пензенской области. 
На ответственной работе он внёс огромный вклад в развитие отрасли свиноводства в Пензенской области. В 1967 году началось строительство предприятия индустриального типа по производству свинины в составе совхоза «Панкратовский» - свинофабрики «Панкратовская». В 1969 году была сдана первая очередь данного животноводческого комплекса.
За выдающиеся успехи, достигнутые в развитии сельскохозяйственного производства и выполнении пятилетнего плана продажи государству продуктов животноводства, Указом Президиума Верховного Совета СССР от 8 апреля 1971 года Виктору Андреевичу Бельдёнкову было присвоено звание Героя Социалистического Труда с вручением ордена Ленина и золотой медали «Серп и Молот».
В 1972 году построена вторая очередь свинофабрики, в 1975 году – третья. В 1976 году 104 тысячи животных было выведено с откорма и сдано 86 тысяч центнеров свинины. Свинофабрика стала одним из самых крупных свинокомплексов СССР. В дальнейшем после реорганизации совхоза Бельдёнков возглавлял объединение совхозов «Панкратовское» по свиноводству. 
Являлся делегатом XXIV съезда КПСС, избирался членом Пензенского обкома КПСС.
Умер 27 апреля 1986 года.  

## Награды
За трудовые успехи удостоен:
- золотая звезда «Серп и Молот» (08.04.1971),
- два ордена Ленина (в т.ч. 08.04.1971),
- Орден Трудового Красного Знамени (1966)
- другие медали.